# Fryderyk Krystian Leopold Wettyn

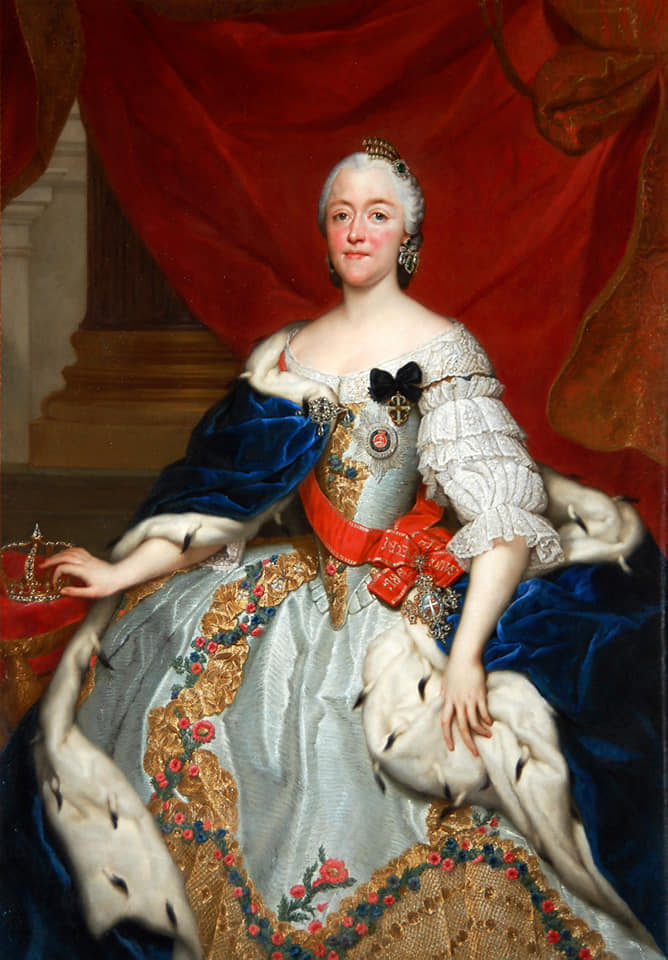
Maria Antonina Wittelsbach (żona Fryderyka Krystiana) jako księżna elektorowa Saksonii

Fryderyk Krystian Leopold Wettyn (ur. 5 września 1722 w Dreźnie, zm. 17 grudnia 1763 tamże) – królewicz polski, elektor saski w 1763 r. z dynastii Wettynów. Syn króla Polski, elektora Saksonii Augusta III Sasa i arcyksiężniczki austriackiej Marii Józefy.

## Życiorys
Już we wczesnym dzieciństwie u Fryderyka Krystiana ujawniło się skrzywienie kręgosłupa i niedowład nóg, co uniemożliwiło mu poruszanie się o własnych siłach. Matka Fryderyka planowała przeznaczyć syna do stanu duchownego, jednak królewicz sprzeciwił się jej planom. Był wszechstronnie wykształcony. Posiadał, co było wyjątkiem u Wettynów, zamiłowanie do nauk humanistycznych. Johann Joachim Winckelmann pisał do niego listy, opisujące wykopaliska pompejańskie. 20 czerwca 1747 w Dreźnie ożenił się z Marią Antonią Wittelsbach, córką cesarza Karola VII Wittelsbacha i arcyksiężniczki austriackiej Marii Amalii Habsburżanki. Para miała siedmioro dzieci:
- Fryderyka Augusta (1750-1827) – elektora Saksonii, pierwszego króla Saksonii, księcia warszawskiego,
- Karola Maksymiliana (1752-1781),
- Józefa Ludwika (1754-1763),
- Antoniego Klemensa (1755-1836) – króla Saksonii,
- Marię Amalię (1757-1831) – żonę księcia Palatynatu-Zweibrücken Karola II Augusta Wittelsbacha,
- Maksymiliana Józefa (1759-1838),
- Marię Annę (1761-1820).

W 1763 uczestniczył w negocjacjach w Hubertusburgu, starał się o tron polski, lecz Rosja, Francja i Austria wycofały się ze wcześniejszych obietnic udzielenia mu poparcia, odmówiły go też Prusy. 5 października 1763 objął rządy w Saksonii, zapoczątkował reformy wewnętrzne, jednakże zmarł na czarną ospę.
W 1727 udekorowany Orderem Orła Białego, kawaler duńskiego Orderu Słonia w 1733, saskiego Orderu św. Henryka w 1736, neapolitańsko-sycylijskiego Orderu św. Januarego w 1738, rosyjskiego Orderu św. Andrzeja w 1758.

## Genealogia
| Prapradziadkowie                                      | elektor Saksonii Jan Jerzy II Wettyn (1613-1680) ∞1638 Magdalena Sybilla Hohenzollernówna (1612-1687) | król Danii i Norwegii Fryderyk III Oldenburg (1609-1670) ∞1643 Zofia Amelia Welf (1628-1685)     | Erdmann August Hohenzollern (1615-1651) ∞1641 Zofia Hohenzollernówna (1614–1646)                        | książę Wirtembergii Eberhard III Wirtemberski (1614-1674) ∞1637 Anna Katarzyna von Salm-Kyrburg (1614-1655) | cesarz rzymski Ferdynand III Habsburg (1608-1657) ∞1631 Maria Anna Habsburżanka (1606-1646)               | elektor Palatynatu Filip Wilhelm Wittelsbach (1615-1690) ∞1653 Elżbieta Amalia Hessen-Darmstadt (1635-1709) | książę Brunszwiku-Lüneburg Jerzy Welf (1582-1641) ∞1617 Anna Eleonora Heska (1601-1659)                | Edward Wittelsbach (1625-1663) ∞1645 Anna Gonzaga (1616-1684)                                          |
| Pradziadkowie                                         | elektor Saksonii Jan Jerzy III Wettyn (1647-1691) ∞ 1666 Anna Zofia Oldenburg (1647-1717)             | elektor Saksonii Jan Jerzy III Wettyn (1647-1691) ∞ 1666 Anna Zofia Oldenburg (1647-1717)        | margragia Bayreuth Krystian Ernest Hohenzollern (1644-1712) ∞ 1671 Zofia Luiza Wirtemberska (1642-1702) | margragia Bayreuth Krystian Ernest Hohenzollern (1644-1712) ∞ 1671 Zofia Luiza Wirtemberska (1642-1702)     | cesarz rzymsko-niemiecki Leopold I Habsburg (1640-1705) ∞ 1676 Eleonora Magdalena Wittelsbach (1655-1720) | cesarz rzymsko-niemiecki Leopold I Habsburg (1640-1705) ∞ 1676 Eleonora Magdalena Wittelsbach (1655-1720)   | książę Brunszwiku-Lüneburg Jan Fryderyk Welf (1625-1679) ∞ 1668 Benedykta Wittelsbach (1652-1730)      | książę Brunszwiku-Lüneburg Jan Fryderyk Welf (1625-1679) ∞ 1668 Benedykta Wittelsbach (1652-1730)      |
| Dziadkowie                                            | król Polski August II Mocny (1670-1733) ∞ 1693 Krystyna Eberhardyna Hohenzollernówna (1671-1727)      | król Polski August II Mocny (1670-1733) ∞ 1693 Krystyna Eberhardyna Hohenzollernówna (1671-1727) | król Polski August II Mocny (1670-1733) ∞ 1693 Krystyna Eberhardyna Hohenzollernówna (1671-1727)        | król Polski August II Mocny (1670-1733) ∞ 1693 Krystyna Eberhardyna Hohenzollernówna (1671-1727)            | cesarz rzymsko-niemiecki Józef I Habsburg (1678-1711) ∞ 1699 Wilhelmina Amalia Brunszwicka (1673-1742)    | cesarz rzymsko-niemiecki Józef I Habsburg (1678-1711) ∞ 1699 Wilhelmina Amalia Brunszwicka (1673-1742)      | cesarz rzymsko-niemiecki Józef I Habsburg (1678-1711) ∞ 1699 Wilhelmina Amalia Brunszwicka (1673-1742) | cesarz rzymsko-niemiecki Józef I Habsburg (1678-1711) ∞ 1699 Wilhelmina Amalia Brunszwicka (1673-1742) |
| Rodzice                                               | król Polski August III Sas (1696-1763) ∞ 1719 Maria Józefa Habsburżanka (1699-1757)                   | król Polski August III Sas (1696-1763) ∞ 1719 Maria Józefa Habsburżanka (1699-1757)              | król Polski August III Sas (1696-1763) ∞ 1719 Maria Józefa Habsburżanka (1699-1757)                     | król Polski August III Sas (1696-1763) ∞ 1719 Maria Józefa Habsburżanka (1699-1757)                         | król Polski August III Sas (1696-1763) ∞ 1719 Maria Józefa Habsburżanka (1699-1757)                       | król Polski August III Sas (1696-1763) ∞ 1719 Maria Józefa Habsburżanka (1699-1757)                         | król Polski August III Sas (1696-1763) ∞ 1719 Maria Józefa Habsburżanka (1699-1757)                    | król Polski August III Sas (1696-1763) ∞ 1719 Maria Józefa Habsburżanka (1699-1757)                    |
| Fryderyk Krystian Wettyn (1722-1763) elektor Saksonii | |                                                                                                  | | | | | | |